# Vice – Der zweite Mann
Vice – Der zweite Mann (Originaltitel Vice) ist eine Filmbiografie von Adam McKay über den ehemaligen US-amerikanischen Vizepräsidenten Dick Cheney. Der Film kam am 25. Dezember 2018 in die US-amerikanischen und am 21. Februar 2019 in die deutschen Kinos.
Bei der Oscarverleihung 2019 war Vice in acht Kategorien nominiert, unter anderem als bester Film und McKay für das beste Originaldrehbuch und die beste Regie. Der Film gewann in der Kategorie Bestes Make-up und beste Frisuren.

## Handlung
Zu Beginn des Films wird Dick Cheney gemeinsam mit Mitarbeitern des Weißen Hauses bei der Krisenintervention kurz nach den Terroranschlägen am 11. September 2001 gezeigt. Er verhängt bis auf weiteres einen Abschussbefehl für jedes verdächtige Flugzeug ohne die Zustimmung des Präsidenten abzuwarten. Die Handlung springt dann ins Jahr 1963 zurück. Cheney verliert wegen Alkoholeskapaden sein Stipendium in Yale. Er kehrt in seine Heimat Wyoming zurück, wo er sich weiterhin dem Alkohol hingibt und Stromleitungen verlegt. Nachdem er zweimal wegen Trunkenheit am Steuer von der Polizei aufgegriffen wurde, stellt ihm seine Verlobte Lynne ein Ultimatum.
1968 hat Cheney seine Alkoholprobleme in den Griff bekommen und mit Lynne eine Familie gegründet. Er absolviert ein Praktikum im Kongress. Durch eine Rede Donald Rumsfelds beeindruckt, entscheidet er sich spontan, für den republikanischen Politiker zu arbeiten, der unter Präsident Richard Nixon als Wirtschaftsberater tätig ist. Rumsfeld, „Rummy“ genannt, bürgt für Cheneys Alkoholfahrten. Demütig dient er ihm und erhält sein erstes eigenes, fensterloses Büro. Von Rumsfeld erfährt Cheney, dass Nixon und Außenminister Henry Kissinger ein geheimes Gespräch über die Bombardierung Kambodschas führen. Kissinger wird später durch Rumsfeld und Cheney geschasst.
1973 arbeitet Cheney als politischer Berater für eine Finanzfirma, hat in Bethesda (Maryland) ein eigenes Haus und mit Lynne zwei Töchter. Als der grobe Rumsfeld aus dem Machtzirkel Nixons ausgeschlossen wird, rekrutiert er Cheney als gewieften politischen Berater in Washington D.C. Einen Schicksalsschlag erlebt die Familie, als Lynnes Mutter unter mysteriösen Umständen in einem See ertrinkt. Nach dem Rücktritt Nixons gewinnt Rumsfeld unter Präsident Gerald Ford neuen Einfluss als Verteidigungsminister. Cheney wird zum bis dahin jüngsten Stabschef des Weißen Hauses ernannt. Er wird durch den aufstrebenden Juristen Antonin Scalia mit der „Theorie der einheitlichen Exekutivmacht“ (Unitary executive theory) vertraut gemacht.
Nachdem Ford die Präsidentschaftswahl gegen den demokratischen Kandidaten Jimmy Carter verloren hat, kämpft Cheney 1978 in seinem Heimatstaat Wyoming um einen Sitz im Repräsentantenhaus. Als er bei einer öffentlichen Rede seinen ersten Herzinfarkt erleidet, übernimmt Lynne den Wahlkampf für ihn. Cheney gewinnt die Wahl und steigt nach der Wahlniederlage von Carter gegen Ronald Reagan zu einem der einflussreichsten Politiker der 1980er-Jahre auf. Gleichzeitig wird Lynne, die als Journalistin und Buchautorin arbeitet, Vorsitzende des National Endowment for the Humanities. Die US-Regierung vernachlässigt Themen wie Abtreibung, Bürgerrechte oder Umweltschutz. Der Widerruf der Fairness-Doktrin in dieser Zeit sorgt für den Aufstieg des konservativen Nachrichtensenders Fox.
Unter dem republikanischen Präsidenten George Bush steigt Cheney zum Verteidigungsminister auf. Eine geplante Kandidatur für die Präsidentschaft gibt er aber auf, nachdem er erfährt, dass seine Tochter Mary lesbisch ist und er diese nicht in den Fokus der Öffentlichkeit zerren möchte. Nach dem Wahlsieg des Demokraten Bill Clinton ziehen sich die Cheneys auf ihren Landsitz in Virginia zurück. Als der naive George W. Bush eine Präsidentschaftskandidatur plant, wird Cheney, der CEO für Halliburton ist, als möglicher Vizepräsident gehandelt. Gegen den Willen Lynnes, die die Position als „nutzlos“ betrachtet, nimmt er das Angebot an. Mithilfe des mittlerweile am Obersten Gerichtshof eingesetzten Antonin Scalia gewinnt Bush eine knappe Wahl gegen Al Gore.
Cheney erhält als Vizepräsident uneingeschränkten Zugriff auf das Oval Office, während Rumsfeld erneut Verteidigungsminister wird. Cheney kontrolliert schon bald selbst die Verwaltung, Militär-, Energie- und Außenpolitik und unterhält eigene Büros im Repräsentantenhaus, Pentagon und bei der CIA. Neben den Anschlägen am 11. September 2001 fallen in seine Regierungszeit unter anderem Steuererleichterungen für Superreiche, geheime Treffen mit Energiekonzernen, die Kriege in Afghanistan und im Irak, Verstrickungen seines früheren Arbeitgebers Halliburton darin, die Plame-Affäre, das Erstarken des Terroristen Abū Musʿab az-Zarqāwī (al-Qaida im Irak) sowie die Anwendung von Foltermethoden durch die CIA, für die John Yoo rechtliche Voraussetzungen schafft. Rumsfeld wird in der Folge geschasst.
Nach dem Wahlsieg des demokratischen Präsidentschaftskandidaten Barack Obama ist Cheney gesundheitlich angeschlagen. Er zieht sich aus der Öffentlichkeit zurück und hat Angst vor juristischen Konsequenzen. Ihm wird 2012 ein neues Herz implantiert. Als Spender fungiert der durch einen Verkehrsunfall verstorbene US-amerikanische Soldat und Familienvater Kurt, der in Afghanistan und im Irak gedient hat und auch als Erzähler des Films auftritt. Cheneys Töchter Mary und Liz entzweien sich, als Liz eigene politische Ambitionen hegt. Sie positioniert sich in einem Fernsehinterview gegen die gleichgeschlechtliche Ehe. Am Ende des Films durchbricht Cheney während eines Interviews die Vierte Wand und hält einen Monolog. Er bereue keine Entscheidung, die er in seiner politischen Karriere gefällt hat, alles habe dem Schutz Amerikas gedient.
Während des Abspanns (Post-Credit-Szene) bricht in einer Fokusgruppe ein Kampf zwischen einem Unterstützer von Präsident Donald Trump und einem Gegner um den Film aus, der ihnen gerade gezeigt wurde. Gleichgültig vertraut eine junge Frau ihrer Nachbarin ihre Vorfreude auf den nächsten Film der Fast & Furious (Filmreihe) an.

## Produktion

### Stab und Besetzung
Regie führte Adam McKay, der auch das Drehbuch schrieb.

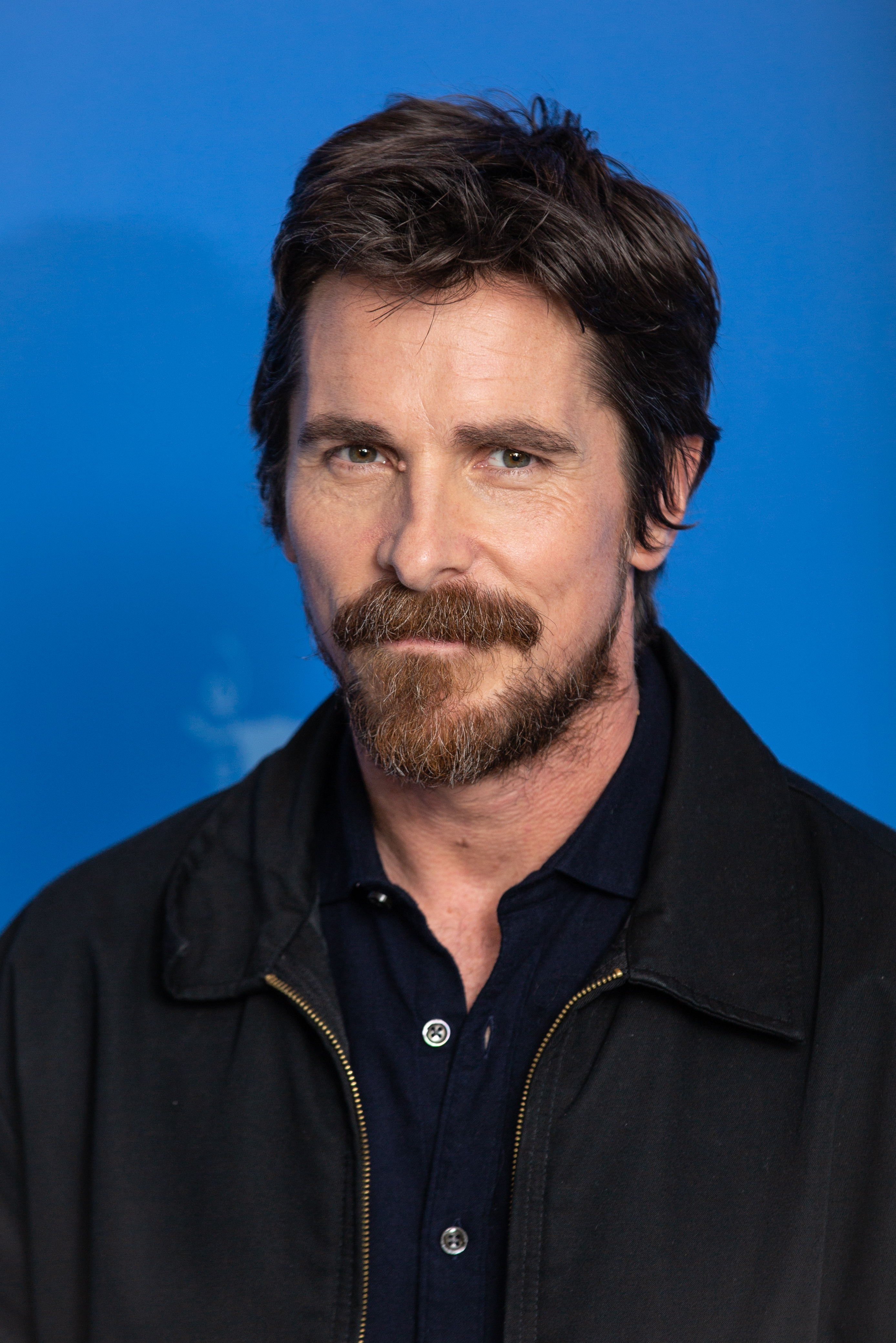
Christian Bale bei der Pressekonferenz auf der Berlinale 2019

Christian Bale übernahm die Hauptrolle von Dick Cheney, der von 2001 bis 2009 der 46. Vizepräsident der Vereinigten Staaten unter Präsident George W. Bush sowie von 1989 bis 1993 unter dessen Vater George Bush Verteidigungsminister der Vereinigten Staaten war. Bushs Sohn wird von Sam Rockwell gespielt. Amy Adams spielt Dick Cheneys Ehefrau Lynne, Alison Pill ihre gemeinsame Tochter Mary. Der Schauspieler Tyler Perry übernahm die Rolle von Colin Powell, der während Cheneys erster Amtszeit Vorsitzender der Joint Chiefs of Staff war. LisaGay Hamilton spielt Condoleezza Rice, die während Cheneys zweiter Amtszeit unter George W. Bush Außenministerin der Vereinigten Staaten war. Steve Carell ist in der Rolle von Donald Rumsfeld zu sehen, der von 2001 bis 2006 im gleichen Kabinett Verteidigungsminister der Vereinigten Staaten war. Bill Pullman übernahm die Rolle des früheren Gouverneurs des Bundesstaates New York Nelson Rockefeller, der in der Regierung des Präsidenten Gerald Ford Vizepräsident der Vereinigten Staaten und damit ein Vorgänger von Cheney war. Shea Whigham spielt Wayne Vincent.

### Dreharbeiten und Filmmusik
Die Dreharbeiten wurden Ende September 2017 begonnen und fanden in Santa Clarita statt. Der Arbeitstitel des Films war Backseat (engl. für „Rücksitz“). Als Kameramann fungierte Greig Fraser.
Die Filmmusik wurde von Nicholas Britell komponiert, der in dieser Funktion mit Adam McKay bereits für den Film The Big Short zusammenarbeitete. Der Soundtrack zum Film, der insgesamt 26 Musikstücke umfasst, wurde am 7. Dezember 2018 von Decca Records als Download veröffentlicht.

### Veröffentlichung

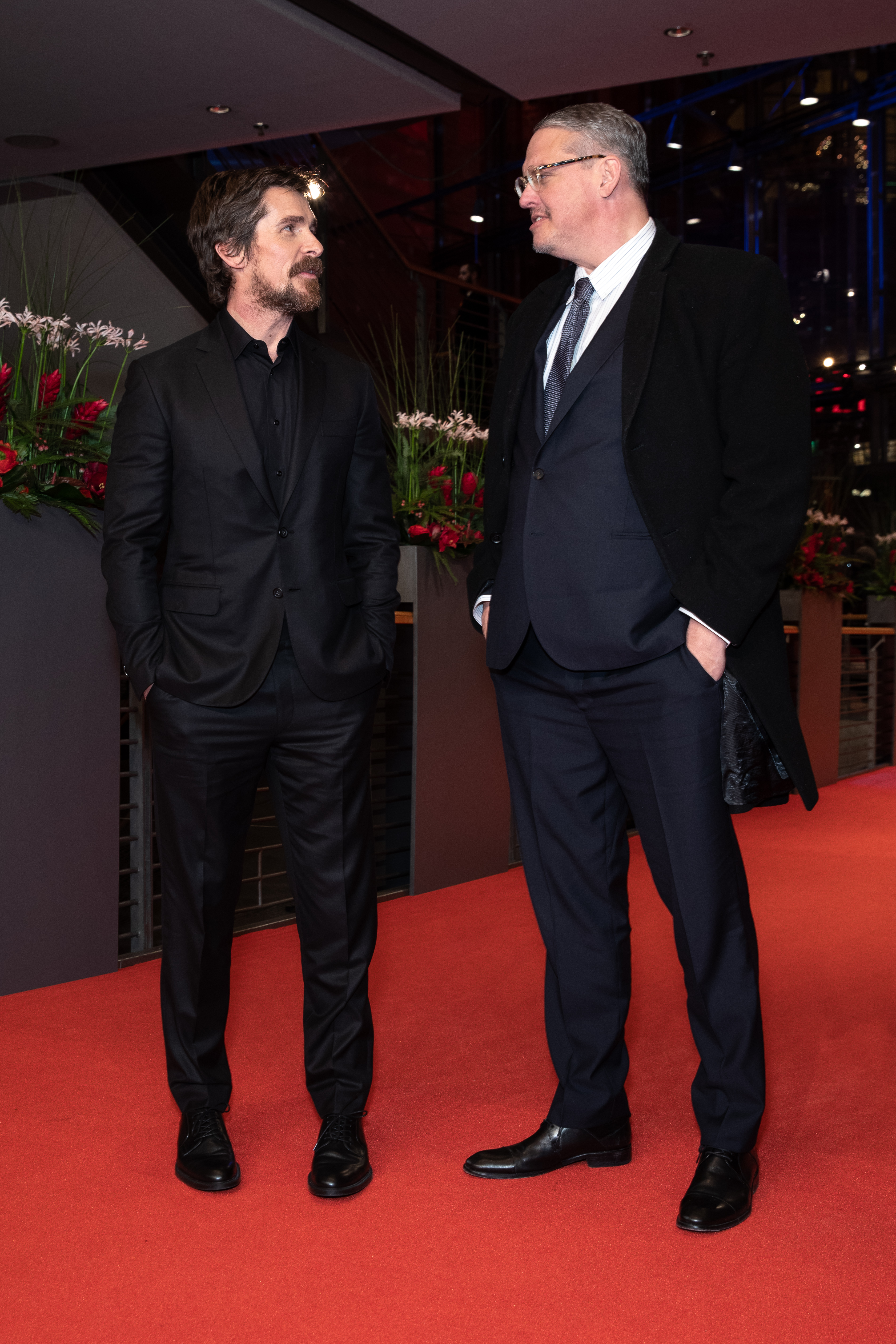
Bale und McKay auf der Berlinale 2019

Der Film kam am 25. Dezember 2018 in die US-amerikanischen Kinos. In Deutschland wurde Vice erstmals im Februar 2019 auf der 69. Berlinale außer Konkurrenz gezeigt. Ein regulärer Kinostart in Deutschland erfolgte am 21. Februar 2019. Seine Premiere feierte der Film am 11. Dezember 2018 im Samuel Goldwyn Theater in Beverly Hills.

## Rezeption

### Altersfreigabe
In den USA erhielt der Film von der MPAA ein R-Rating, was einer Freigabe ab 17 Jahren entspricht. In Deutschland erhielt der Film eine Freigabe ab 12 Jahren. In der Freigabebegründung heißt es: „Mithilfe eines Erzählers und diverser, teils auch irritierender Stilmittel und mit vielen Zeitsprüngen zeichnet der Film ein abgründiges Bild der Politik und ihrer Akteure, präsentiert dies aber mit beißendem Humor. Für Kinder stellen das teils rasante Erzähltempo und die historischen Zusammenhänge eine Herausforderung dar. So können die Darstellung von Kriegsgeschehen und Folter sowie einzelne Bilder eines Unfalls oder einer Operation kleinere Kinder überfordern.“

### Kritiken

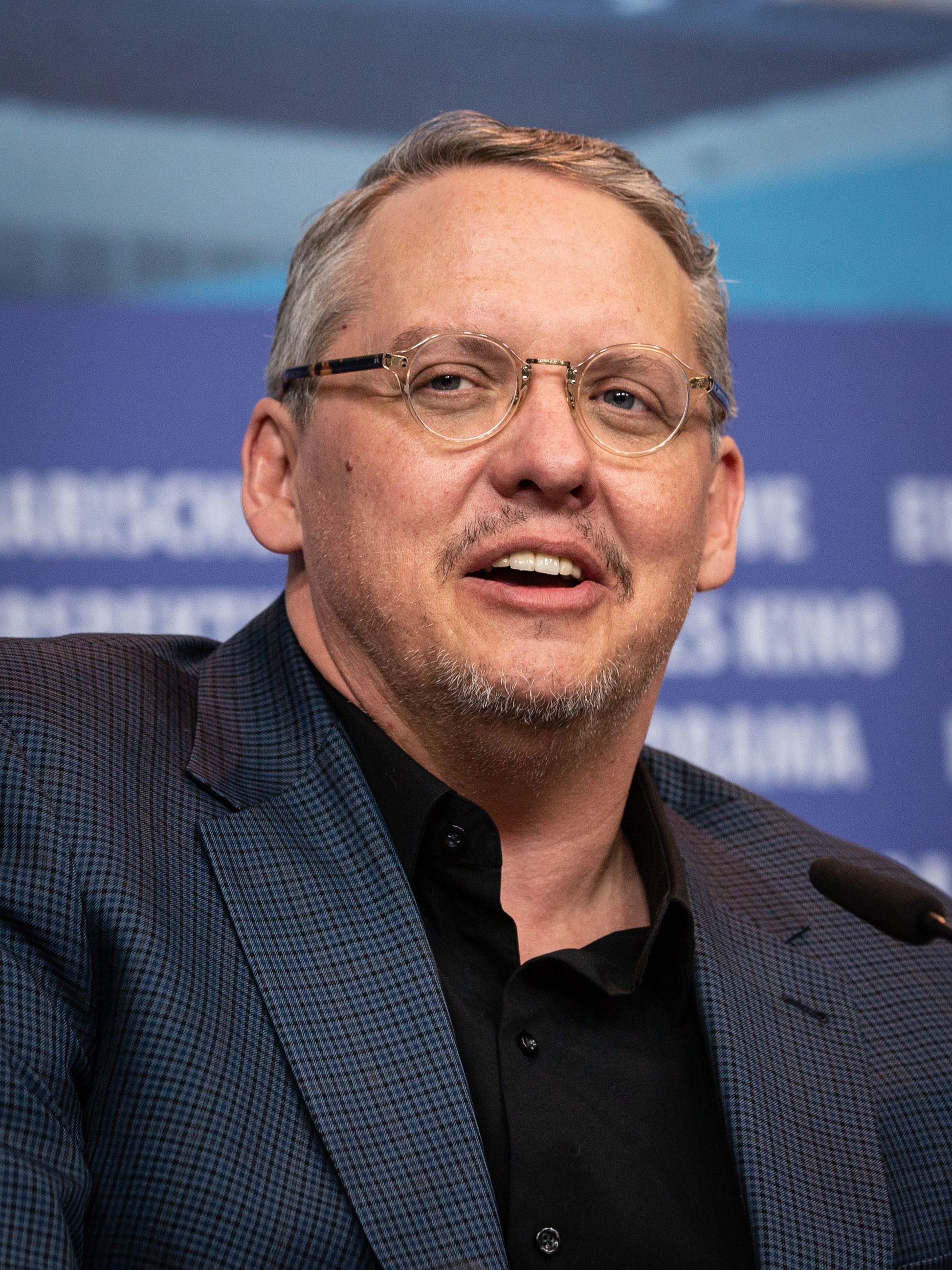
Regisseur Adam McKay bei der Pressekonferenz auf der Berlinale 2019

Frank Schnelle von epd Film schreibt, mit Vice wechsele Adam McKay nun vom raffinierten Ensemblestück zum epischen Biopic, und mit seinem rasanten Tempo, dem investigativen Gestus und der unorthodoxen Mischung aus Drama und Comedy erinnere der Film stark an The Big Short. McKays Inszenierungsstil sei dabei wunderbar innovativ, so Schnelle: „Immer wieder findet er Kamerastandpunkte, die das Geschehen buchstäblich aus überraschender Perspektive beleuchten. Die alte Regel, wonach man so spät wie nötig in eine Szene hinein und so früh wie möglich wieder herausgehen sollte, treibt er auf die Spitze, wenn er mitten in Dialoge hineinschneidet und sich oft mit Andeutungen begnügt, wo andere erst richtig in Fahrt kämen.“ Vice wurde darüber hinaus von epd Film zum Film des Monats Februar 2019 bestimmt. So heißt es dort: „Vice ist ein bedeutender Gegenwartsfilm, weil er anhand von Dick Cheney und dessen Schlüsselrolle in der Bush-Regierung ein Kapitel der jüngeren amerikanischen Geschichte aufrollt, dessen Folgen bis in die Gegenwart reichen.“
Björn Hayer von der Neuen Zürcher Zeitung meint, McKays Film entpuppe sich als gestochen scharfes Gemälde einer verlogenen Kaste, und aus der Menge der Werke des inzwischen inflationären Biopic-Genres rage Vice weit heraus, da sich der Film nicht mit der bloßen Bebilderung einer Vita zufrieden gebe: „Es offenbart mit seinen zumeist ironischen-doppelbödigen Montagen eine Ästhetik des Politikers zwischen gesellschaftlicher Rolle und perfidem Geschacher von Partikularinteressen. Man muss dieses phantastische Stück kinematografisch aufgearbeiteter Zeitgeschichte mit seinen acht Oscar-Nominierungen ohne Zweifel zu den Spitzen dieses Jahrgangs zählen.“ McKay wähle das schlagende Herz als wichtigste Metapher, so Hayer weiter, denn zur Ironie des Dramas gehöre Cheneys eigene Herzschwäche, durch die er mehrfach mit Infarkten im Krankenhaus landet, bis zuletzt eine Organtransplantation notwendig wird: „Selbst die Operation und der aufgeschnittene Körper lassen eine symbolische Ebene erkennen. So wie die Ärzte in das Innerste des Politikers vordringen, so vermittelt uns der Film einen Einblick in die Schattenwelt des US-Regierungsapparats.“
Günter H. Jekubzik von der Arbeitsgemeinschaft Kino erklärt, Vice sei  als keineswegs trockener Polit-Spielfilm zwar ein anderes Genre, arbeitet aber zusammen mit Michael Moore an der Analyse der Republikanischen Präsidentschaften: „Der Unterschied liegt im personalisierten Schurken als Quell allen Übels, der jedoch wieder eine Blaupause für die Auflösung demokratischer Regeln durch Präsident Trump liefert.“ In kurzen Momenten zeige Vice erschreckend, was diese Machtspielchen für Menschen in Korea oder dem Irak bedeuten, und zu diesen Menschen gehörten auch die US-Soldaten.

### Einsatz im Schulunterricht
Das Onlineportal kinofenster.de empfiehlt den Film für die Unterrichtsfächer Politik, Englisch, Deutsch, Sozialkunde/Gemeinschaftskunde, Ethik/Religion und Kunst und bietet Materialien zum Film für den Unterricht. Dort heißt es unter anderem, der Film sei mit seiner Fülle von Informationen, die zu den Verwerfungen der jüngsten Gegenwart überleiten, für den Geschichts- und Politikunterricht geeignet.

### Auszeichnungen
Critics’ Choice Movie Awards 2019
- Nominierung als Bester Film
- Nominierung für die Beste Regie (Adam McKay)
- Nominierung für das Beste Drehbuch (Adam McKay)
- Auszeichnung als Bester Hauptdarsteller (Christian Bale)
- Auszeichnung als Bester Schauspieler – Filmkomödie (Christian Bale)
- Nominierung als Beste Nebendarstellerin (Amy Adams)
- Nominierung für den Besten Schnitt (Hank Corwin)
- Auszeichnung für das Beste Hair & Make-up[13]

Eddie Awards 2019
- Nominierung in der Kategorie Bester Filmschnitt – Komödie oder Musical (Hank Corwin)[14]

Golden Globe Awards 2019
- Nominierung als Bester Film – Komödie oder Musical
- Nominierung für die Beste Regie (Adam McKay)
- Nominierung für das Beste Drehbuch (Adam McKay)
- Auszeichnung als Bester Hauptdarsteller – Komödie oder Musical (Christian Bale)
- Nominierung als Beste Nebendarstellerin (Amy Adams)
- Nominierung als Bester Nebendarsteller (Sam Rockwell)[15]

Make-Up Artists and Hair Stylists Guild Awards 2019
- Auszeichnung in der Kategorie Best Period and/or Character Makeup (Kate Biscoe, Ann Pala Williams und Jamie Kelman)
- Auszeichnung in der Kategorie Best Special Makeup Effects (Greg Cannom und Christopher Gallaher)[16]

Oscarverleihung 2019
- Nominierung als Bester Film
- Nominierung für die Beste Regie (Adam McKay)
- Nominierung für das Beste Originaldrehbuch (Adam McKay)
- Nominierung als Bester Hauptdarsteller (Christian Bale)
- Nominierung als Bester Nebendarsteller (Sam Rockwell)
- Nominierung als Beste Nebendarstellerin (Amy Adams)
- Auszeichnung für das Beste Make-up und die besten Frisuren (Greg Cannom, Kate Biscoe und Patricia DeHaney)
- Nominierung für den Besten Schnitt (Hank Corwin)

Philadelphia Film Critics Circle Awards 2018
- Auszeichnung als Bester Schauspieler (Christian Bale)[17]

Producers Guild of America Awards 2019
- Nominierung als Bester Film (Dede Gardner, Jeremy Kleiner, Kevin Messick, Adam McKay)[18]

Screen Actors Guild Awards 2019
- Nominierung als Bester Hauptdarsteller (Christian Bale)[19]

Writers Guild of America Awards 2019
- Nominierung für das Beste Originaldrehbuch (Adam McKay)[20]

## Synchronisation
Die deutsche Synchronisation entstand nach einem Dialogbuch von Tobias Neumann und der Dialogregie von Christoph Cierpka im Auftrag der Scalamedia GmbH, Berlin.
| Darsteller     | Synchronsprecher  | Rolle                     |
| -------------- | ----------------- | ------------------------- |
| Christian Bale | David Nathan      | Dick Cheney               |
| Amy Adams      | Giuliana Jakobeit | Lynne Cheney              |
| Steve Carell   | Uwe Büschken      | Donald Rumsfeld           |
| Sam Rockwell   | Dietmar Wunder    | George W. Bush            |
| Alison Pill    | Elinor Eidt       | Mary Cheney               |
| Colyse Harger  | Zoé Zech          | Mary Cheney (5 Jahre alt) |
| Ronald Reagan  | Romanus Fuhrmann  | Ronald Reagan             |